# Karl Moritz Gottsche

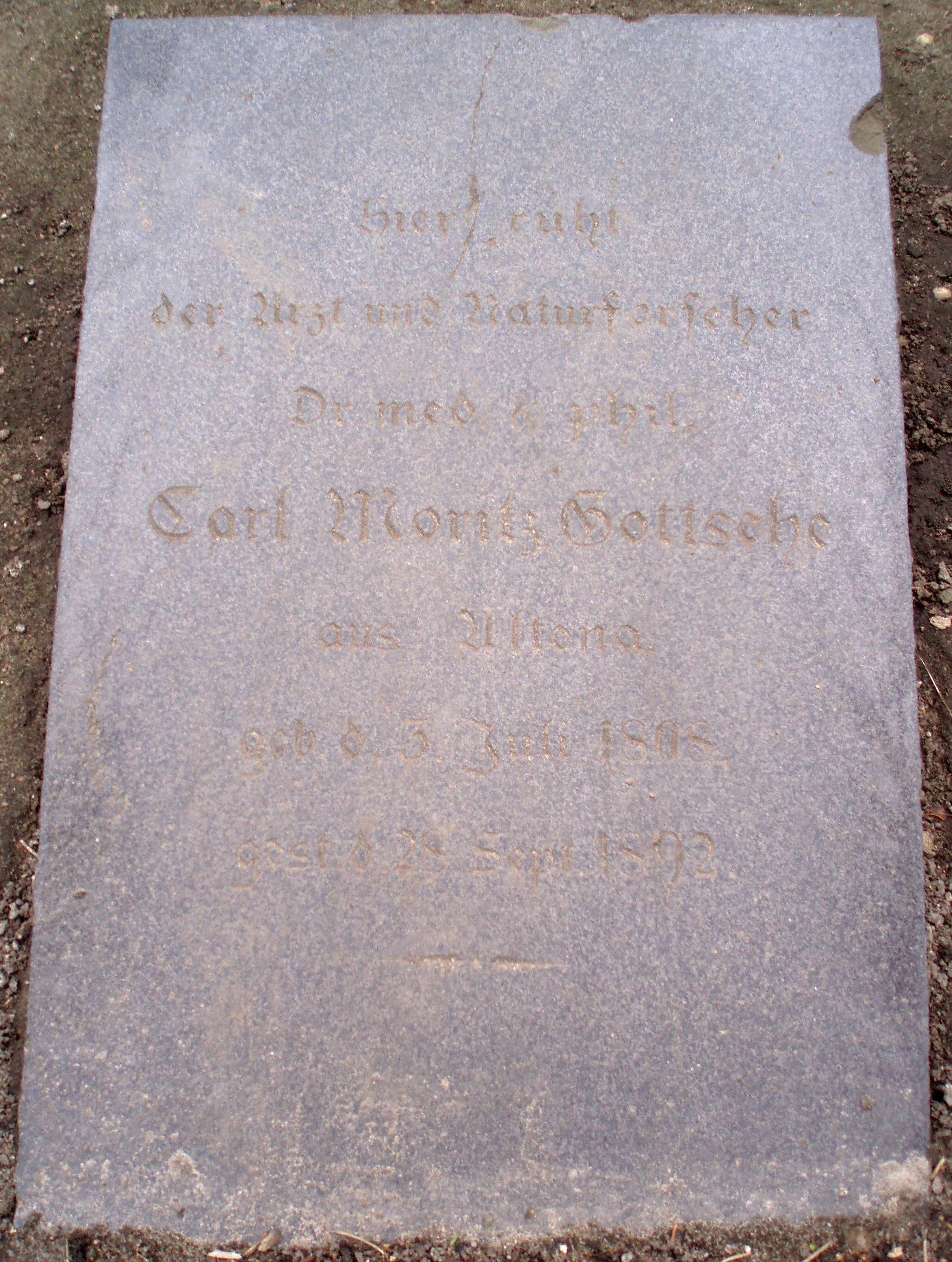
Grabstein auf dem Friedhof Norderreihe in Altona

Karl Moritz Gottsche, auch Carl Moritz Gottsche, (* 3. Juli 1808 in Altona; † 28. September 1892 ebenda) war ein deutscher Arzt und Botaniker. Sein offizielles botanisches Autorenkürzel lautet „Gottsche“.

## Leben
Gottsche war der Sohn eines wohlhabenden Reeders. Er erhielt Privatunterricht in Hamburg und ging in Hirschberg (Schlesien) (woher seine Familie stammte und wo sein Onkel eine Zuckerfabrik hatte) aufs Gymnasium. Ab 1828 studierte er Medizin in Berlin und wurde dort 1831 promoviert. Danach studierte er noch zwei Semester in Kopenhagen (seine Heimatstadt Altona gehörte damals zu Dänemark), war dort bis 1834 Assistent in der Gebärklinik und legte dort die Staatsprüfung ab. Danach war er niedergelassener Arzt in Altona. Schon im Medizinstudium unternahm er zoologische und botanische Studien, und in Altona beschäftigte er sich vor allem mit Moosen. Seine diesbezüglichen Untersuchungen führte er neben seiner Tätigkeit als Arzt aus – nach dem Tod seines Vaters war von seinem Erbe nicht viel übrig geblieben und er musste seinen Unterhalt als Arzt verdienen. Er war später städtischer Armenarzt.
Gottsche war eine führende Autorität für Lebermoose (Marchantiophyta), über die er eine Monographie mit Johann Bernhard Wilhelm Lindenberg (1782–1851), einem Juristen und Amtmann in Bergedorf, und dem Botaniker Christian Gottfried Daniel Nees von Esenbeck in Breslau schrieb, wobei der Plan ursprünglich von Lindenberg und Nees van Esenbeck ausging. Gottsche schrieb einen Großteil des Werks samt den genau ausgeführten Zeichnungen. Ein geplanter Supplementband erschien nicht mehr, da der Verleger abwinkte, und auch von den Species Hepaticarum mit Lindenberg erschienen nur zwei Bände 1847–1851. Gottsche veröffentlichte aber Ergänzungen in einer Literatur-Übersicht über Lebermoose in der Botanischen Zeitschrift (1858) und 1867 in Kopenhagen ein Buch über mexikanische Lebermoose (Hepaticae mexicanae). Grundlage dafür war die Sammlung von Frederik Michael Liebmann aus den 1840er Jahren, den er seit aus seiner Studienzeit in Kopenhagen kannte und damals dessen Schüler war. Er trug zur Sammlung getrockneter Kryptogamen (Exsiccaten-Sammlung) von Gottlob Ludwig Rabenhorst bei und veröffentlichte 1890 ein Buch über die Lebermoose Südgeorgiens. Bei einem Aufenthalt in Paris entstand auch mit Husnot ein (nie veröffentlichtes) Manuskript über die Lebermoose Frankreichs. In seinen Veröffentlichungen äußerte er sich teilweise sehr kritisch zu Kollegen und war aus diesem Grund auch mit seinem einstigen Förderer Johann Georg Christian Lehmann (Direktor des Hamburger Botanischen Gartens) zerstritten.
Die Gattung Gottschea in der Familie der Lebermoose der Schistochilaceae ist nach ihm benannt und viele Arten von Lebermoosen. Er befasste sich auch mit Laubmoosen und veröffentlichte zoologische Arbeiten.
1881 wurde er Ehrendoktor der Universität Kiel und er war Mitglied der Akademie der Wissenschaften in Kopenhagen. Er war auch Mitglied der Leopoldina (aufgrund einer Arbeit über Haplomitrium hookeri von 1843). Seine Zeichnungen (4000 Blätter) und Sammlungen gingen an das Berliner Botanische Museum, verbrannten aber 1943 bei einem Bombenangriff. Nur ein kleiner Teil seiner Sammlung (aus einer Feuerland Expedition) ist erhalten, da es über seine Schwiegertochter an das Botanische Institut der Universität Hamburg gelangte. Viele doppelte Exemplare aus seiner Sammlung gelangten allerdings über die Lebermoos-Sammlung von Sendtner nach München. Er war seit 1838 verheiratet und hatte fünf Kinder, darunter den Geologen Carl Christian Gottsche.

## Schriften
- De diagnosi stethoscopica. Brüschckianis, Berlin 1831 (Berlin, Univ., Med. Diss., 1831).
- Moose: nach aufgeweichten Exemplaren gezeichnet ... 2 Hefte, 1838–1839.

- Anatomisch-physiologische Untersuchungen über Haplomitrium Hookeri N.v.E., mit Vergleichung anderer Lebermoose. In: Nova acta Academiae Caesareae Leopoldino-Carolinae Germanicae Naturae Curiosorum, S. 267–398.

- mit J. B. G. Lindenberg, C. G. Nees van Esenbeck: Synopsis Hepaticarum. Meissner, Hamburg, 5 Teile, 1844–1847 (doi:10.5962/bhl.title.15221, online).